# Korte-Klippe

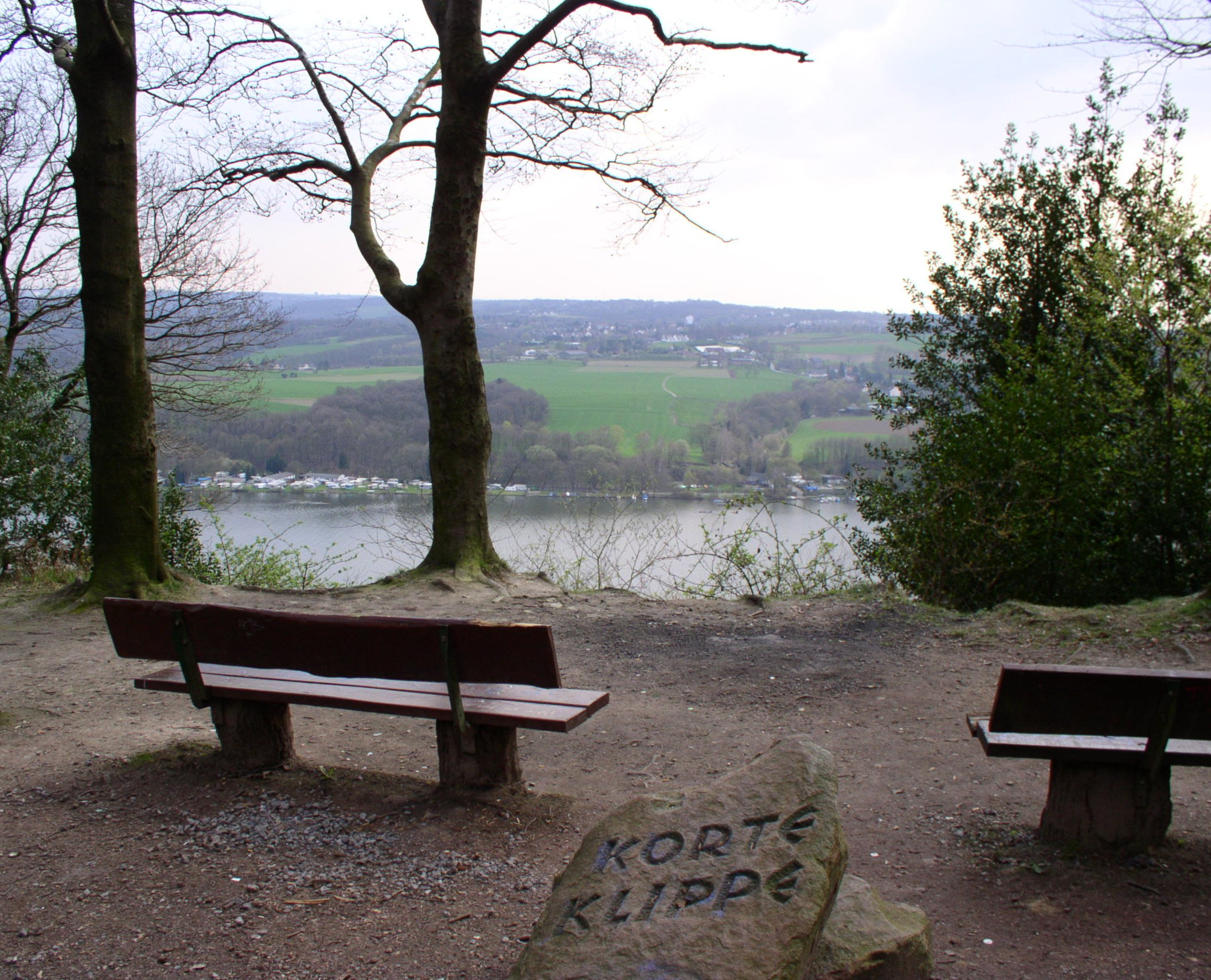
Korte-Klippe mit Blick auf den Baldeneysee

Die Korte-Klippe ist ein Aussichtspunkt am Baldeneysee. Sie liegt im Schellenberger Wald nahe dem Essener Stadtteil Heisingen. Sie ist nach dem Essener Gartenbaudirektor Rudolf Korte (1878–1950) benannt.

## Lage
Der Aussichtspunkt liegt nahe dem Jagdhaus Schellenberg am Südrand des Schellenberger Waldes und nördlich des 1933 aufgestauten, größten der insgesamt sechs Ruhrstauseen, dem Baldeneysee. Von diesem Punkt aus lässt sich der gesamte See von der Staumauer bis zum Übergang in die Ruhr westlich von Kupferdreh überblicken. Außerdem lassen sich von dort die südlich des Sees gelegenen Essener Stadtteile Fischlaken und Heidhausen ausmachen.
Etwa 600 Meter weiter westlich befindet sich die Ruine der Neuen Isenburg. Unterhalb der Klippe, wo einst Ruhrsandstein abgebaut wurde, verläuft der geologische Wanderweg am Baldeneysee, sowie der 2017 eröffnete Rundweg Baldeneysteig. Die Korte-Klippe ist ebenfalls Teil des Ruhrhöhenwegs.